# René Antonsen
René Antonsen (født 4. marts 1992) er en dansk håndboldspiller, der spiller for Aalborg Håndbold i Håndboldligaen og Danmarks herrehåndboldlandshold. Han har tidligere optrådt for Aalestrup IF, Aalborg KFUM og Ribe-Esbjerg HH.
Han fik officiel debut på det danske A-landshold den 12. juni 2016, mod Ukraine i Kyiv.
Antonsen blev desuden dansk mester, med Aalborg Håndbold i 2013, 2017, 2019, 2020 og senest 2021. Hna var desuden også med til at vinde DHF's Landspokalturnering 2018 og sammen med resten af Aalborg-holdet kvalificerede han holdet til finalen i EHF Champions League. Han er desuden holdets anfører.
Han fik slutrundedebut for Danmark, ved EM i herrehåndbold 2022 i Ungarn/Slovakiet.